# Державний кордон Замбії

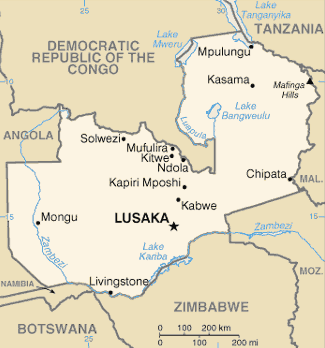
Карта Замбії

Державний кордон Замбії — державний кордон, лінія на поверхні Землі та вертикальна поверхня, що проходить по цій лінії, що визначають межі державного суверенітету Замбії над власними територією, водами, природними ресурсами в них і повітряним простором над ними.

## Сухопутний кордон
Загальна довжина кордону — 6043,15 км. Замбія межує з 8 державами. Уся територія країни суцільна, тобто анклавів чи ексклавів не існує.
Ділянки державного кордону
| Держава  | Ділянка         | Довжина (км) | Прикордонні регіони | Примітки |
| -------- | --------------- | ------------ | ------------------- | -------- |
| Ангола   | захід           | 1065         |                     |          |
| Ботсвана | південь         | 0,15         |                     |          |
| ДР Конго | північ          | 2332         |                     |          |
| Малаві   | схід            | 847          |                     |          |
| Мозамбік | південний схід  | 439          |                     |          |
| Намібія  | південний захід | 244          |                     |          |
| Танзанія | північний схід  | 353          |                     |          |

Країна не має виходу до вод Світового океану.